# Nicolaus Ölander
Nicolaus Ölander, född 2 februari 1677, död 5 maj 1755 i Ölmstads socken, Jönköpings län, var en svensk präst.

## Biografi
Nicolaus Ölander föddes 1677. Han var son till kyrkoherden Nicolaus Jonæ Ölander och Christina Hyltenia i Ölmstads socken. Ölander blev stundet vid Braheskolan 1686 och vid Lunds universitet 1695. Han dispituerade 1699 (de jure antipelagriae, pres. R. Ehrenborg) och 1705 (de praesidiis & ornamentis futuri eloquentis, pres. J. Hörling). Ölander prästvigdes 21 december 1701 och blev samma år komminister i Ölmstads församling. År 1705 avlade han magisterexamen och 1708 blev han kyrkoherde i Ölmstads församling. Han var opponent vid prästmötet 1712 och blev prost 1736. Ölander avled 1755 i Ölmstads socken.

### Familj
Ölander gifte sig11 november 1708 med Anna Brita Bergenadler (1684–1746). Hon var dotter till häradshövdingen Arvid Bergenadler och Brita Christina Lingegren. De fick tillsammans barnen Birgitta Christina (1709–1710), Nils Daniel Ölander (1710–1714), studenten Johan Gustaf Ölander (1712–1740), Birgitta Christina Ölander (1713–1744), prästen Nils Daniel Ölander (1715–1754), Anna Maria Ölander (1716–1717), kyrkoherde Arvid Abraham Ölander (1718–1781) i Ölmstads församling, Ulrica Eleonora Ölander (1721–1722) och Ulrica Eleonora Ölander (född 1724) som var gift med kvartermästaren Jonas Sjöberg och hovrättskamreraren Samuel Gumaelius.